# متلازمة ليغ -كالفيه- بيرثيز
متلازمة ليغ كالفيه بيرثيز (بالإنجليزية: Legg–Calvé–Perthes syndrome) (ويعرف أيضًا باسم الداء العظمي الغضروفي في مشاشة رأس الفخذ أو داء بيرتس). وهو شكل من أشكال التهاب العظم والغضروف في الورك المشترك عند الأطفال تترافق مع خسارة مؤقتة في التروية الدموية لجزء من مفصل الورك. وبدون تدفق ما يكفي من الدم، فقد تحدث عملية يصبح فيها العظم غير مستقر، وقد ينكسر بسهولة ويشفى بشكل سيء. تتسم متلازمة ليغ كالفيه بيرثيز في البداية بنخر مشاشي أو تنكس أوتكلس معاد، وعادة يصيب الأطفال ولكن لا يعرف سببه، ويسمى بالتهاب الزليل العابر. يتميز مجهول السبب اوعائية تنخر العظم من رأس الفخذ مما يؤدي إلى انقطاع إمدادات الدم إلى رأس عظم الفخذ بالقرب من مفصل الورك. وعادة ما يتم اكتشاف المرض في الأطفال الصغار، وأنه يمكن أن يؤدي إلى هشاشة العظام عند الكبار. الآثار المترتبة على حالة يمكن أن تستمر في بعض الأحيان إلى مرحلة البلوغ. ومن أسماء المرض أيضا هي: مرض بيرتيس، مرض ليغ بيرثيز، أو ليغ كالفيه بيرثيز (LCPD).ثلاثة أطباء تحدثوا عن هذا المرض ووصفوه وهم: جراح العظام الأمريكي لارثر ليغ (1874-1939) وجراح العظام الفرنسي جاك كالفه(1875-1954)وجراح العظام الألماني جورج بيرتيس ( 1869 -1927).ولكن أول من وصف هذا المرض هو الجراح الأسترالي كارل مايد(1853- 1903).

## الأسباب
يظن ليغ =ن سبب الإصابة بالمرض هو ضعف وصول الدم إلى كردوس الفخذ، أما كالف يظن بأن السبب هو مرض الكساح، ويستنتج بيرتيس وجود عدوى ربما تسبب التهاب المفاصل التنكسية، والتي تؤدي إلى نظام الإجراءات الجزائية للمرض. ولكن حاليا، أثبتت البحوث أن عدة عوامل قد تؤدي للإصابة بهذا المرض ومنها الوراثة، والصدمات النفسية، والغدد الصماء، والالتهابات، ونظام غذائي، واختلال ديناميكا الدم في الدورة الدموية. لا تقتصر عوامل الخطر على إعاقة النمو غير المتناسقة فقط، وانخفاض الوزن عند الولادة، وتأخر نضج الهيكل العظمي، وقصر القامة، والتغيرات الهرمونية الجهازية. على الرغم من أن لا أحد قد حدد سبب أكيد لمتلازمة ليغ كالفيه بيرثيز وهو انخفاض في تدفق الدم إلى المفصل.

## الأعراض
يصيب داء ليغ – كالفيه – بيرتيز عادة مفصل ورك واحد، إلا أنه يحدث أحيانا يصيب كلا الوركين. على الرغم من أن داء ليغ – كالفيه – بيرتيز يمكن أن يصيب الأطفال في أي عمرٍ تقريبا، إلا أنه أكثر شيوعا عند الذكور الذين تتراوح أعمارهم بين الرابعة والثامنة من العمر.إن الأطفال الذين يصابون بداء ليغ – كالفيه – بيرتيز عندما يكونون في عمرٍ صغير جدا غالبا ما تكون النتائج التي يحصلون عليها هي الأفضل. فكلما كان الطفل أصغر عندما يصاب، كلما كان هنالك وقت أكبر لإعادة تشكيل عظم الورك المصاب. وتكون نتائج معظم الأطفال المصابين بمرض ليغ – كالفيه – بيرتيز جيدة على المدى الطويل.
أعراض متلازمة ليغ كالفيه بيرثيز، تشبه تلك التي تظهر في التهاب العظم والغضروف المشوه اليفعي إلا أن الألم يؤثر على جهة واحدة فقط، وتشمل الأعراض الشائعة الورك، الركبة، أو ألم في الفخذ، والتي إذا تفاقمت في الورك / قد تؤثر بشكل كبير على حركة الساق. الألم يكون بين معتدل إلى حاد، وفي بعض الأحيان قد يجعل المريض غير قادر على الوقوف. هناك انخفاض في مدى الحركة في مفصل الورك وألام مرافقة مع المشي . قد يكون هناك ضمور في عضلات الفخذ بسبب الإهمال في تمرينها أو بسبب عدم المساواة في طول الساقين. في بعض الحالات، يمكن لبعض النشاط الرياضي يسبب تهيج شديد أو التهاب في المنطقة المتضررة بما في ذلك الوقوف والمشي والجري، والركوع. في الحالات العارضة قد يحدث تنخر حاد في العظم الفخذي .

## التشخيص
التشخيص يتم عن طريق الأشعة السينية حيث تؤخذ للورك. فحص العظام أو التصوير بالرنين المغناطيسي، قد تكون مفيدة في جعل التشخيص في الحالات التي تكون فيها الأشعة السينية غير حاسمة. ويعتمد التشخيص الإيجابي على المناطق غير مكتملة من الأوعية الدموية إلى الكردوس العام للفخذ (رأس الفخذ النامي).

## العلاج
الهدف من العلاج هو تجنب التهاب المفاصل التنكسية الشديد. وتقيم العظام في وقت مبكر أمر بالغ الأهمية. فالأطفال الأصغر لديهم أفضل الفرص للشفاء التام من الأطفال الأكبر سنا.
العلاج وقد يتركز تقليديا على إزالة الضغط من الورك المشترك. أستعمال أجهزة السير والأجهزة الطبية لتقويم العظام. ويركز العلاج الحديثة على إزالة الضغط من مفصل إلى زيادة تدفق الدم، وبالتنسيق مع العلاج الطبيعي. يتم التقليل من الضغط على الورك من خلال استخدام العكازات أو قصب، وتجنب الرياضة القائمة على المنافسة والإجهاد. ولكن السباحة ينصح بها بشدة، كما أنها تتيح ممارسة عضلات الفخذ مع مجموعة كاملة من الحركة مع تقليل الإجهاد إلى أدنى حد ممكن. ركوب الدراجات هو خيار جيد آخر لأنها تحافظ أيضا الإجهاد إلى أدنى حد ممكن. العلاج الطبيعي عموما ينطوي على سلسلة من التمارين يوميا، مع عقد اجتماعات أسبوعية مع أخصائي العلاج الطبيعي لرصد التقدم المحرز. تركز هذه التمارين على تحسين والحفاظ على مجموعة كاملة من الحركة من عظم الفخذ داخل تجويف الورك. اداء هذه التمارين أثناء عملية الشفاء هو ضروري لضمان أن عظم الفخذ وتجويف الورك يحتوي على واجهة سلسة تماما. وهذا يقليل من الآثار الطويلة الأجل لهذا المرض. .
مرض بيرتيس ومنظم ذاتيا، ولكن إذا ترك رئيس عظم الفخذ مشوهة، يمكن أن تكون هناك مشكلة على المدى الطويل. ويهدف العلاج إلى تقليل الضرر في حين أن المرض مجراه الطبيعي، وليس في 'علاج' المرض. فمن المستحسن عدم استخدام المنشطات أو الكحول حيث أن هذه الأكسجين في تقليل الدم الذي هو مطلوب في المفصل. كما يعانون من العمر، مشاكل في الركبة والظهر يمكن أن تنشأ الثانوية لموقف غير طبيعي وخطوة المعتمدة لحماية المفصل المصاب. ويرتبط أيضا حالة لالتهاب المفاصل في الورك، وإن كان هذا لا يبدو أن يكون نتيجة حتمية. استبدال مفصل الورك شائعة نسبيا بوصفها الورك تضررت بالفعل يعاني ارتداء الروتينية، وهذا يختلف حسب الفرد، ولكن عموما كان مطلوبا أي وقت بعد سن 50 سنة

## وصلات خارجية
- Perthes Association (UK)
- - information about therapies, treatments and a comprehensive medical glossary in plain english
- Legg-Calvé-Perthes Disease The National Osteonecrosis Foundation
- Legg-Calvé-Perthes[وصلة مكسورة] Radiology